# 1305
Cette page concerne l'année 1305  du calendrier julien. Pour l'année 1305 av. J.-C., voir 1305 av. J.-C.
L'année 1305 est une année commune qui commence un vendredi.

## Événements
- Importante sécheresse en France[1].

- 15 février : réconciliation entre le roi Birger de Suède et ses frères Erik et Valdemar Magnusson à la paix de Kolsœter[2].
- 4 avril : à la mort de sa mère Jeanne Irede Navarre, reine de Navarre depuis 1274, Louis le Hutin, héritier de la couronne de France, devient roi de Navarre sous le nom de Louis Ier de Navarre[3].
- 5 avril : assassinat de Roger de Flor, chef des Almugavars, à Andrinople, en même temps que cent trente chefs almogavres[4]. Massacre des Aragonais et des Catalans à Constantinople à la suite de la crise almugavare[5].

- 19 mai : traité d'Elche entre les royaumes de Castille et d'Aragon[6].
- 5 juin : l'archevêque de Bordeaux, Bertrand de Got est élu pape à Pérouse sous la pression de Philippe le Bel sous le nom de Clément V, la papauté va s'installer à Avignon jusqu'en 1376. Il est le premier d'une série de papes français, jusqu'à Grégoire XI (Pierre-Roger de Beaufort), qui mourra en 1378[7].
- 7 juin : victoire des Almugavars de Gallipoli sur les Byzantins. N’ayant reçu aucune solde de Byzance, les Almugavars, basés à Gallipoli, dirigés par Berenguer d'Entença à la mort de Roger de Flor, entrent dans une longue révolte qui ruine l’empire byzantin (fin en 1311)[8].
- 21 juin : à la mort de Venceslas II de Bohême[9], son fils et successeur Venceslas III, âgé de 16 ans, propose de faire la paix avec l'Empire. Ladislas Ier Lokietek, duc de Cujavie, profite de la situation et s’empare de Cracovie[10].
- 23 juin : traité d'Athis-sur-Orge. Lille, Douai et Béthune passent au domaine royal[11].
- 29 juin : Nallo Trinci, chef du parti guelfe, prend le pouvoir à Foligno par coup de force et  prend le titre de gonfalonnier. La famille Trinci gouverne la ville jusqu'en 1439[12].
- 24 juillet[13] : l'ilkhan de Perse Oldjaïtou commence à faire construire une nouvelle capitale, Sultâniyé, dont l’emplacement avait été désigné par Arghoun (fin en 1306).
- 5 août : le chef de la révolte écossaise William Wallace est capturé par l’armée d’Édouard Ier d'Angleterre. Il est exécuté le 23 août[14].
- 8 août : Venceslas III de Bohême cède la Poméranie de Gdańsk aux margraves du Brandebourg, pour s’assurer de leur soutien, en échange de la région de Meissen[15].
- 18 août : paix signé à Nuremberg entre l'empereur Albert Ier de Habsbourg et le jeune roi Venceslas III de Bohême[16].
- 23 septembre : Louis le Hutin, fils du roi de France Philippe IV le Bel et de la reine de Navarre Jeanne Ire, épouse à Vernon Marguerite de Bourgogne, fille du duc de Bourgogne Robert II et d'Agnès de France[17].
- 5 octobre : Venceslas III épouse Viola Élizabeth de Cieszyn[18]. Ce même mois il signe avec Othon III de Bavière un traité par lequel il lui cède toutes ses prétentions sur la Hongrie[16].
- 14 novembre : lors du couronnement de Clément V à Lyon, un balcon surchargé de curieux s’écroule devant le passage du pape, faisant 12 morts et de nombreux blessés. Le duc Jean II de Bretagne et le frère du pape, Gaillard de Got, sont mortellement blessés[19].
- 18 novembre : Arthur II (1262-1312) devient duc de Bretagne à la mort de son père[20].
- 6 décembre : le roi Venceslas III abdique en Hongrie. Othon III de Bavière lui succède en adoptant le nom de Béla V[16].

- Début du règne de Mamadou Keita (Mohammed ibn Gao), roi du Mali (fin en 1310)[21].
- Début du magistère de Foulques de Villaret, grand Maître des Chevaliers de Rhodes (fin en 1319)[22].